# Michelle van de Ven
Michelle van de Ven ('s-Hertogenbosch) is een Nederlands zangeres en musicalactrice.

## Biografie
Van de Ven studeerde in juni 2010 cum laude af aan de opleiding Muziektheater aan het Fontys Conservatorium in Tilburg, met de voorstelling Jane Eyre onder regie van Marla Schaffel. Tijdens de opleiding kreeg ze onder andere les van Edward Hoepelman, Marc Krone, Roeland Vos, Katrien Verheijden en Julia Bless en speelde in schoolproducties als Nine en City of Angels. In 2010 startte zij haar professionele carrière als musicalactrice in Into The Woods, tevens is zij toen gestart met de mastersopleiding Master of Music aan het Fontys Conservatorium. Hierin volgt ze o.a. workshops en masterclasses die in New York plaatsvinden.

## Theater
- Bevrijdingskind - 2005, Hannie Hertogs[1]
- Into the Woods (M-Lab, 2010) - Rapunzel
- Spring Awakening (M-Lab, 2011) - Wendla
- Hommage aan Annie M.G. Schmidt (M-Lab, 2011) - Soliste
- Cyrano (M-Lab, 2011) - Ensemble
- Next to Normal - (Joop van den Ende Theaterproducties, 2011-2012) - Nathalie Goodman
- Shakspeare in concert - (M-Lab, 2012) - Soliste
- Aspects of Love - (Joop van den Ende Theaterproducties, 2012-2013) - Jenny Dillingham
- Spring Awakening in concert - (M-lab,2013) - Wendla
- Musicals Gone Mad - (M Theaterproducties, 2013) - Solist
- Das Phantom der Oper  - (Stage Entertainment Deutschland,  Hamburg 2013-2014) - Ensemble, understudy Christine
- The Last Five Years - (M-Lab, 2014) - Cathy (Sanne)
- Das Phantom der Oper  - (Stage Entertainment Deutschland, Hamburg 2015 - Walk-in cover Christine Daaé
- Sweeney Todd (musical) - (OpusOne, 2016) - Johanna
- Little Women - (2021 & 2023/2024) - Jo March
- Masterclass - (2024) - Sophie

## Prijs
In oktober 2011 won van de Ven de Musical Award voor Aanstormend Talent voor haar rol van Wendla in de musical Spring Awakening.